# Wondreb (Fluss)

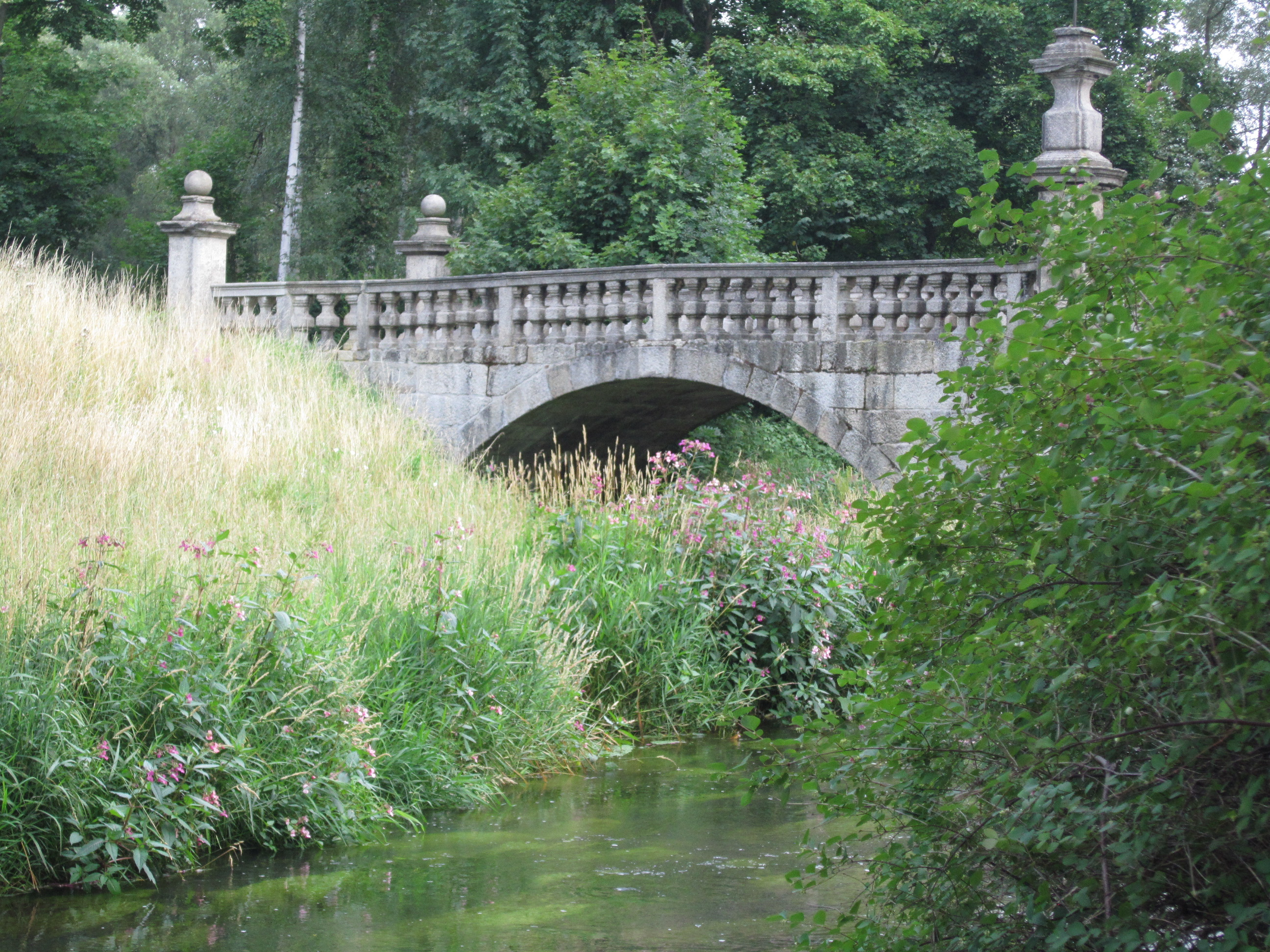
Wondreb in Waldsassen

Die Wondreb (tschechisch Odrava) ist ein mit seinem linken Oberlauf Nikolausbach zusammen etwa 66 km langer, südlicher und rechter Zufluss der Eger in Deutschland und Tschechien. Etwa 48,1 km dieser Gesamtlänge liegen im bayerischen Landkreis Tirschenreuth, etwa 1,2 km sind Grenzgewässer zwischen Bayern und Tschechien und etwa 16,8 km liegen im tschechischen Okres Cheb.

## Name
Der Fluss wurde im 14. Jahrhundert als Wondrewe erstmals schriftlich erwähnt. Der Name leitet sich vermutlich vom althochdeutschen *Wundr-aha mit der Bedeutung „windungsreicher Fluss“ ab. Andere Etymologien gehen von einem slawischen Namensursprung aus.

## Geographie

### Verlauf
Die beiden Quellbäche der Wondreb sind der linke Nikolausbach und der rechte Neugrünbach. Der Nikolausbach entspringt auf tschechischer Seite am Tillenberg und nordöstlich der mittelalterlichen Wüstung Högelstein, wo heute die mehrfach wieder aufgebaute Nikolauskirche steht. Der Griesbach entspringt am Südhang des Muglbergs.
Nach dem Zusammenfluss im Dorf Poppenreuth bei Tirschenreuth von Markt Mähring fließt die Wondreb westwärts in einem Rechtsbogen – anfangs in nordwestlicher, dann in nördlicher und schließlich in nordöstlicher Richtung – durch den Landkreis Tirschenreuth, wobei sie einige ehemalige Eisenhämmer und Wassermühlen passiert und unter anderen die Orte Wondreb, Großensees, Waldsassen, Hundsbach und Schloppach berührt oder durchläuft.
Danach tritt sie nach Tschechien über, wo rechtsseitig der von Starý Hrozňatov (Altkinsberg) kommende Muglbach (tschechisch Mohelský potok) zufließt. Anschließend speist der Fluss den östlich von Cheb (deutsch Eger) gelegenen Stausee Jesenice. Die Wondreb fließt an Obilná (Kornau) und Odrava (Kulsam) vorbei und mündet bei dem Ort Mostov (Mostau) der letzten Gemeinde von rechts in die Eger ein.
Die Senke zwischen Leonberg/Mitterteich und dem Stausee Jesenice wird als Wondreb-Graben bezeichnet.

### Zuflüsse
Vom Ursprung zur Mündung, teilweise mit Länge und Einzugsgebiet. Auswahl.
Zusammenfluss der Wondreb in Mähring-Hiltershof bei Tirschenreuth
- Nikolausbach, linker Oberlauf
- Neugrünbach, rechter Oberlauf
- Griesbach, von links
- Lauterbächlein, von links vor Mähring-Großkonreuth
- Weißbächlein, von rechts in Großkonreuth
- Frauenreuther Bach, von links nach Mähring-Großkonreuth, 6,1 km mit Oberlauf Krumbach und 10,0 km²
- Michaelsbach, von rechts vor Tirschenreuth-Wondrebhammer, 5,7 km mit Oberlauf Krumbach und 8,3 km²
- (Bach aus der Langen Lohe), von rechts in Tirschenreuth-Wondreb
- Bärenlohbach, von rechts nach Wondreb, 6,8 km und 9,7 km²
- Egnermühlbach, von links
- Rosaller Bächl, von rechts
- Scheibenbach, von rechts vor Leonberg-Rotenberg
- (Bach aus dem Warmbachgrund), von rechts nach Leonberg
- Seibertsbach, von links vor Leonberg-Hofteich, 16,5 km und 44,5 km²
- Kornmühlbach, von rechts bei Leonberg-Neumühle, 11,6 km und 19,3 km²
- Lausnitz, von links vor Mitterteich-Steinmühle, 10,2 km und 27,9 km²
- (Bach aus dem Hammerholz), von rechts
- (Bach von Pfaffenreuth her), von rechts
- Glasmühlbach, von links vor Waldsassen, 6,6 km und 10,9 km²
- Egnermühlbach, von rechts in Waldsassen, 5,9 km und 9,2 km²
- (Bach durch den Schwanenteichpark), von links in Waldsassen
- Forellenbach, von links am Ortsende von Waldsassen
- (Bach aus dem Sammelbrunnen). von rechts vor Waldsassen-Mitterhof
- Hundsbach, von links in Waldsassen-Hundsbach, ? km und 14,9 km²
- Stäbnitzbach, rechter Oberlauf Lohbach, von links entlang der Grenze zu Tschechien
- Muglbach oder Mohelský potok oder Mohelenský potok, von rechts, 19,1 km und 66,9 km²
 Danach fließt die Wondreb in die Talsperre Jesenice ein
- Kozelský potok, von rechts im Stausee
- Stebnický potok (deutsch: Stabnitzbach), von rechts im Stausee, 12,9 km und 26,4 km²
- Jesenický potok, von rechts im Stausee
 Danach fließt die Wondreb aus der Talsperre Jesenice aus
- Lipoltovský potok, von rechts vor Odrava-Obilná

Mündung der in Tschechien nun Odrava genannten Wondreb von rechts in die dort Ohře genannte Eger vor Odrava-Mostov.

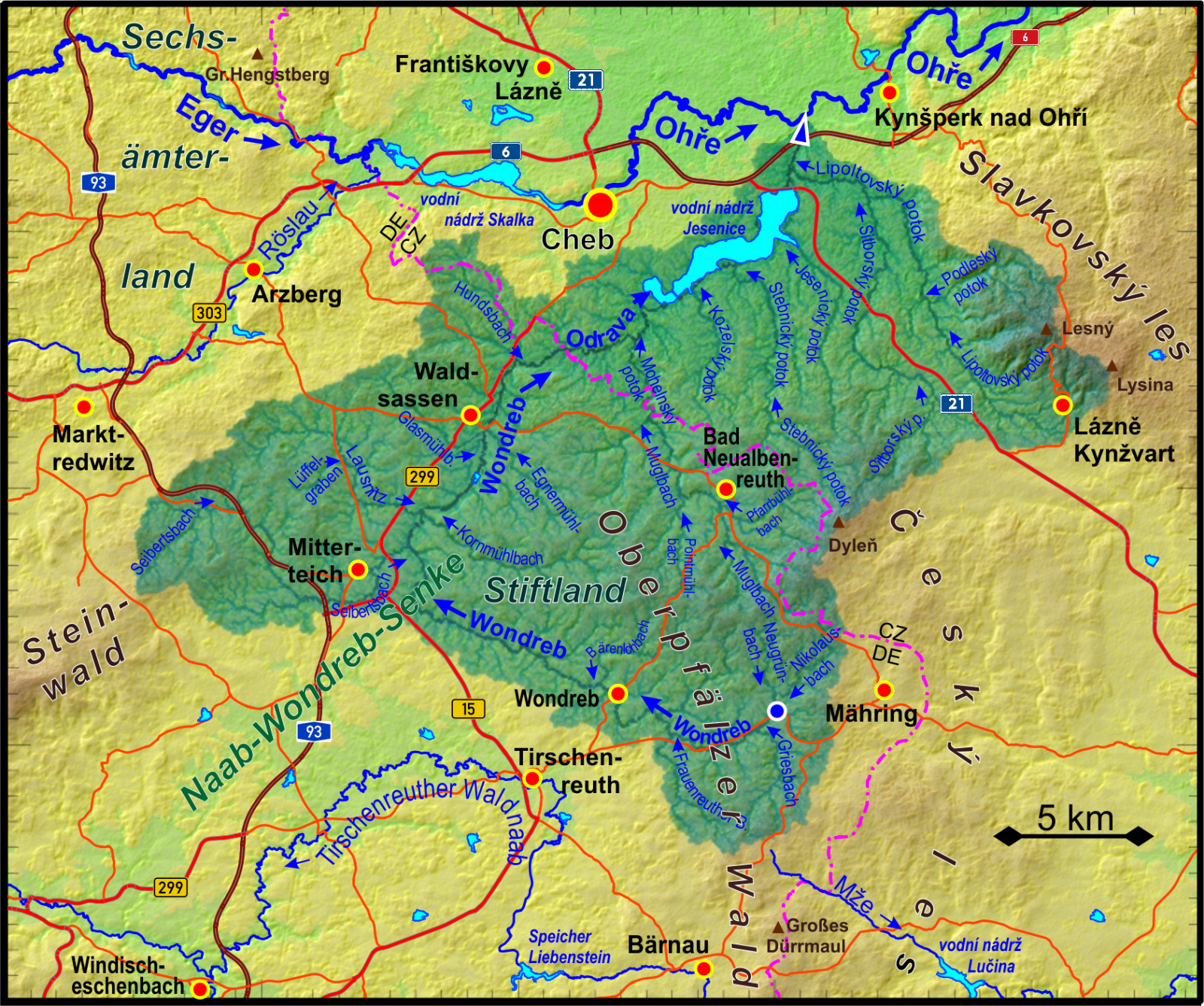
Einzugsgebiet der Wondreb

### Einzugsgebiet
Das Einzugsgebiet der Wondreb ist 507,1 km² groß, davon liegen 311,0 km² in Bayern. Ein 213,04 Hektar großer Teil der Flusslandschaft auf den Gebieten der Stadt Tirschenreuth und der Gemeinde Leonberg ist seit 1989 als Naturschutzgebiet Wondrebaue ausgewiesen.